# Oergermaans
Het Oergermaans of Protogermaans is een reconstructie van de taal die rond het begin van de jaartelling (de datering is grof) gesproken werd in Noord-West- en Midden-Europa. Het is de taal waarvan zich in later eeuwen onder meer het Oudnoords, het Oudsaksisch, het Oudengels, het Oudfries, het Oudhoogduits, het Oudfrankisch en vervolgens het Oudnederfrankisch en het Gotisch, en uiteindelijk het Noors, Nedersaksisch, Engels, Westerlauwers, Sater- en Noord-Fries en het Nederlands zich als dochtertalen ontwikkelden. Van het Oudnederfrankisch is het moderne Nederlands op zijn beurt weer een dochtertaal.
Het Oergermaans is een hypothese: een door geleerden gereconstrueerde taal (dus niet hetzelfde als een kunsttaal). Met het Oergermaans wordt beoogd een fase van het Oudgermaans weer te geven, waaruit het karakter van de Germaanse taal zoals zij er in oorsprong zou kunnen hebben uitgezien, moet blijken.
Op grond van vergelijkingen met oude overgeleverde Germaanse talen - voornamelijk Gotisch en Oudengels, in mindere mate ook Oudnoords en Oudhoogduits - kunnen de Oergermaanse grammatica en het lexicon min of meer herleid worden.

## Plaats en tijd

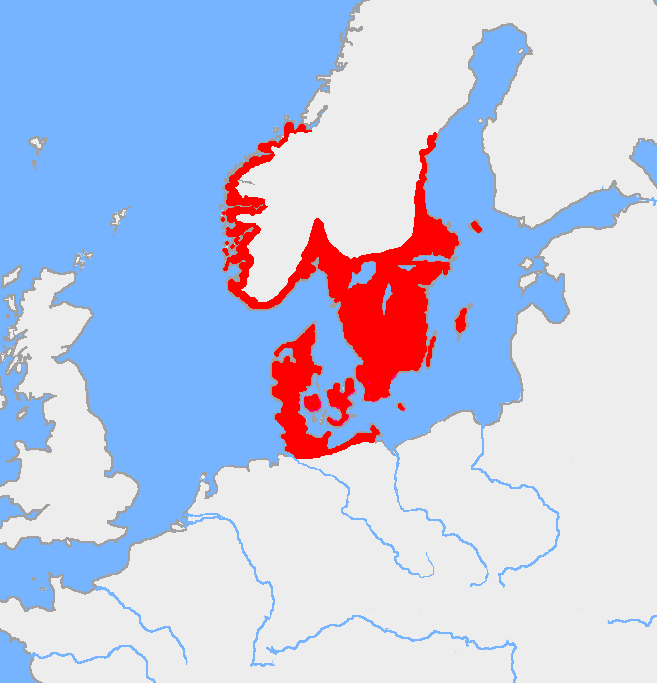
Het waarschijnlijke verspreidingsgebied van het Germaans tijdens de Bronstijd (1200 v.Chr.)

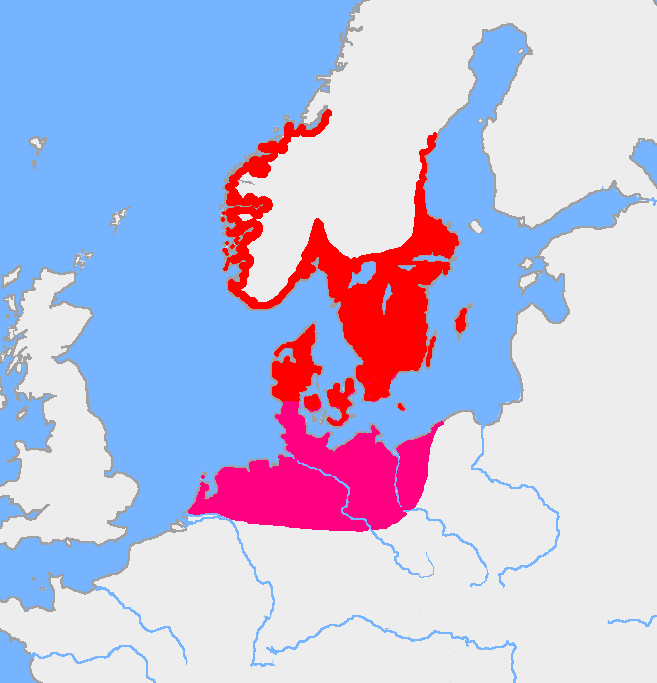
Kaart van de verspreiding van Germaanse volken in de ijzertijd, 500 v.Chr. - 50 v.Chr.

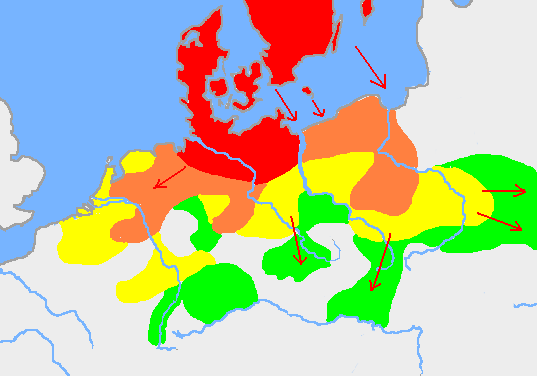
De verbreiding van Germaanse stammen
750 v.Chr. – 1 na Chr. (bron: Penguin Atlas of World History 1988):
Verbreiding tot 750 v.Chr.
Verbreiding tot 500 v.Chr.
Verbreiding tot 250 v.Chr.
Verbreiding tot 1 na Chr.

Men weet niet zeker waar en wanneer het Oergermaans gesproken werd. Zo rond het begin van de jaartelling zou er in de Germaanse taal nog een zekere eenheid hebben bestaan, maar bestonden er al dialecten.
Oorspronkelijk zouden de Germaanse stammen in de bronstijd in de regio rond Denemarken geleefd hebben. In de ijzertijd, dus vanaf ca. 800 v.Chr., is men begonnen zich over een groter gebied te verspreiden - waarschijnlijk werd al voor 200 v.Chr. het huidige Nederland door Germaanse stammen bewoond.
De Germaanse volkeren hebben zich in de daaropvolgende eeuwen over een groter gebied in Europa verspreid, met het grootste verspreidingsgebied in de eerste eeuw na Christus. Daarna viel de Germaanse taal uiteen in onderling steeds meer van elkaar verschillende dialecten.
Deze dialecten leverden dan talen als Oudnoords, Gotisch en de verschillende West-Germaanse talen op. Pas in de 4e eeuw na Christus wordt er een boek in het Germaans geschreven, de Gotische Bijbel van Wulfila.

## Reconstructie
De reconstructie van het Oergermaans is altijd met veel discussie en onenigheid omgeven geweest, want het materiaal waarop men zich moet baseren is verre van ideaal.
Een gereconstrueerde vorm wordt altijd door het teken *- voorafgegaan, om aan te duiden dat de vorm niet zeker is: *dagaz ‘dag’.

### Proto-Indo-Europees
Een andere mogelijkheid tot reconstrueren wordt geboden door het eveneens gereconstrueerde Indo-Europees, hoewel de reconstructie van deze taal nog meer door discussies wordt omgeven, omdat schriftelijke bronnen geheel ontbreken. Op basis van Indo-Europese woordstammen kunnen de hieruit afgeleide Germaanse woorden gereconstrueerd worden.
Bij deze manier van reconstrueren wordt op basis van een hypothese een andere hypothese opgesteld. Dit roept bij geleerden vaak tegenstand op, omdat de wetenschappelijke betrouwbaarheid ver te zoeken lijkt.
De "omgekeerde" vorm van reconstrueren kan echter wel de Proto-Indo-Europese hypothese testen, als er langs twee wegen gereconstrueerd wordt: men reconstrueert dan een vorm zowel op basis van de bronnen, als op basis van de hypothese. Als in beide gevallen dezelfde vorm uit het onderzoek voorkomt, dan zou dit de Proto-Indo-Europese hypothese van meer onderbouwing kunnen voorzien.

### Discussie
Er is veel discussie over het Oergermaans. Enkele discussiepunten:
- Er is een theorie die zegt dat het Germaans uit vermengingen van twee Indo-Europese dialectgroepen ontstaan is. Het Indo-Europees kende al vroeg twee hoofdgroepen: de kentum- en satemtalen, afgeleid van de Latijnse en Avestische reflexen van het woord voor "honderd", centum en satəm. De splitsing in deze twee dialectgroepen is gebaseerd op de eerste klank van het Indo-Europese woord *ḱm̥tóm ‘honderd’ met een gepalataliseerde ḱ-, dat in de kentumtalen was met een gewone niet-gepalataliseerde k- aan het begin, maar in de latere satemtalen het ḱ- een affricaat of sisklank werd. In het grootste deel van Europa zouden er kentumtalen gesproken worden, en ook de Nederlandse hond ‘vlaktemaat, landmaateenheid van 100 voet’ en honderd kunnen, via de wet van Grimm, op de oudere vorm *km̥tóm worden herleid; het Germaans wordt vanouds als een kentumtaal beschouwd. Sommige wetenschappers menen nu dat het Germaans geen echte kentumtaal is, maar een vermenging is van beide dialecten, wat overeenkomsten met Slavische talen (waartoe behoren Tsjechisch, Pools en Russisch) zou verklaren. De Slavische talen zijn namelijk satemtalen (Tsjechisch sto). Deze theorie wordt zeker niet algemeen gesteund.

- Met de eerste Germaanse klankverschuiving zouden varianten uit het Oergermaans zijn ontstaan. Over de datering van deze klankverschuiving, die onder andere de verschuiving van vroeg-Oergermaanse *kuntóm naar het laat-Oergermaanse *hundan ‘honderd’ verklaart, is men het nog niet eens. Recentelijk wordt, op basis van leenwoorden in het Latijn, verondersteld dat de verschuiving pas in de 1e eeuw v.Chr. heeft plaatsgevonden. Voor veel geleerden is deze veronderstelling moeilijk aanvaardbaar, omdat men er lang van is uitgegaan dat de klankverschuiving ver voor het begin van onze jaartelling moet hebben plaatsgevonden.

- Er wordt wel verondersteld dat het Oergermaans zich door verschillende factoren beduidend anders heeft ontwikkeld dan de overige Indo-Europese talen. De theorie is dat het vroegste Germaans (nog voor de klankverschuiving) samen met de Slavische en Baltische talen opging en een eigen dialectgroep vormde met deze talen. Later dan heeft het Germaans zich, volgens de theorie, van deze groep afgescheiden. Men veronderstelt dat het Germaans daarna een sterke invloed van een andere, wel in Europa gesproken maar niet-Indo-Europese taal heeft ondergaan. Dit zou dan enkele Germaanse woorden verklaren, die niet in de overige Indo-Europese talen voorkomen, alsook de soms grote betekenisverschuivingen in het Germaans. Deze theorie van een niet-Indo-Europees substraat van het Germaans is hoogst omstreden.

- Algemeen wordt aangenomen dat het Oergermaans zich in drie hoofddialecten heeft gesplitst: het Oost-Germaans, het Noord-Germaans en het West-Germaans. Sommige wetenschappers menen echter dat het Noord- en Oost-Germaans een nauwere verwantschap vertonen en dus in een gemeenschappelijke Noordoost-Germaanse groep moeten worden samengevat. De naam van de Goten kan zowel etymologisch als historisch in verband worden gebracht met het (nu Zweedse) eiland Gotland, en de oudste overgeleverde teksten in het als Noord-Germaans beschouwde Oudgotlands laten een sterkere overeenkomst met het Gotisch zien dan de andere Noord-Germaanse dialecten. De verschillen tussen Gotisch en Oudnoords zouden dan vooral als latere ontwikkelingen binnen deze dialectgroep beschouwd moeten worden. Meer recentelijk en algemener aanvaard is dat juist het Noord- en West-Germaans een dichtere verwantschap vertonen en samen tot een Noordwest-Germaanse groep behoren, en dat het Oost-Germaans zich het eerst afsplitste. Het Oost-Germaans mist namelijk een aantal belangrijke veranderingen die in de Noord- en West-Germaanse talen zijn opgetreden, zoals umlaut. Waarschijnlijk zijn beide hypothesen ten dele waar, en was er ten tijde van de eerste uitzaaiingen van Germaanse volkeren al een zeker dialectcontinuüm aanwezig, waarbij de oostelijke dialectgroep na de trek naar Oost-Europa afgezonderd raakte van de Zuidoost-Scandinavische dialecten waar zij uit afkomstig waren. Het West-Germaans bleef langer in contact met de Noord-Germaanse talen, waardoor een zekere uitwisseling van veranderingen in de taal mogelijk bleef.

Ondanks de discussie is er een inmiddels toch een redelijke consensus bereikt over het karakter van het Oergermaans.

## Klankinventaris

### Medeklinkers
|             | Bilabiaal | Dentaal | Alveolaar | Palataal | Velaar | Labiaal-velaar |
| ----------- | --------- | ------- | --------- | -------- | ------ | -------------- |
| Nasaal      | m         |         | n         |          | (ŋ)    | (ŋʷ)           |
| Plofklank   | p b       | t d     |           |          | k ɡ    | kʷ ɡʷ          |
| Wrijfklank  | ɸ (β)     | θ (ð)   | s z       |          | x (ɣ)  | xʷ             |
| Tril        |           |         | r         |          |        |                |
| Approximant |           |         |           | j        |        | w              |
| Lateraal    |           |         | l         |          |        |                |

1. [ŋ] was een allofoon van /n/ vóór de velare medeklinkers /kʷ/ en /ɡʷ/. Vóór /x/ verdween de klank, maar nasaliseerde en verlengde de voorgaande klinker.
2. [ŋʷ] was een allofoon van /n/ vóór labiaal-velare medeklinkers /kʷ/ en /ɡʷ/. Vóór /xʷ/ verdween de klank, maar nasaliseerde en verlengde de voorgaande klinker.
3. [β], [ð] en [ɣ] waren allofonen van respectievelijk /b/, /d/ en /ɡ/ in bepaalde posities (vergelijk het Spaans):
  - /b/ was [b] aan het begin van een woord, bij geminatie en na /m/, anders [β].
  - /d/ was [d] aan het begin van een woord, bij geminatie en na /n/, /l/, /z/ en misschien na /r/, anders [ð].
  - /ɡ/ was [ɡ] bij geminatie en na /n/, anders [ɣ].
  - /ɡʷ/ kende geen wrijfklank-allofoon, maar kwam alleen voor na /n/.

### Klinkers
Het Oergermaans kende, in vergelijking met de moderne Germaanse talen, een vrij beperkt aantal articulatieplaatsen van klinkers. Er waren nog geen geronde voorklinkers als [y], die ontstonden pas later als gevolg van umlaut. Wel had het Oergermaans naast korte en lange ook overlange klinkers, en kende het een serie nasale klinkers; beide kwamen voornamelijk aan het einde van een woord voor.
|              | voor | voor   | voor | achter | achter | achter |
| kort         | lang | overl. | kort | lang   | overl. |        |
| ------------ | ---- | ------ | ---- | ------ | ------ | ------ |
| gesloten     | i    | iː     |      | u      | uː     |        |
| halfgesloten | e    | eː     |      |        |        |        |
| halfopen     |      | ɛː     | ɛːː  |        | ɔː     | ɔːː    |
| open         |      |        |      | ɑ      | ɑː     |        |

|              | voor | voor   | voor | achter | achter | achter |
| kort         | lang | overl. | kort | lang   | overl. |        |
| ------------ | ---- | ------ | ---- | ------ | ------ | ------ |
| gesloten     | ĩ    | ĩː     |      | ũ      | ũː     |        |
| halfgesloten |      |        |      |        |        |        |
| halfopen     |      |        |      |        | ɔ̃ː     | ɔ̃ːː    |
| open         |      |        |      | ɑ̃      | ɑ̃ː     |        |

1. /e/ kwam niet voor in onbeklemtoonde lettergrepen, of vóór een nasale medeklinker in dezelfde lettergreep; /e/ werd daar /i/. Alleen vóór /r/ werd in onbeklemtoonde lettergrepen de oorspronkelijke /e/ behouden, maar in die positie werd de klinker later verlaagd tot /ɑ/, misschien al binnen het late Oergermaans.
2. /e/ werd eveneens /i/ als erna in volgende lettergreep een /i/ of /j/ volgde.
3. /eː/ (geschreven als ē2) was zeldzaam en kwam slechts in een klein aantal reconstrueerbare woorden voor. De klank kan echter gereconstrueerd worden door vergelijking tussen het Gotisch en de andere Germaanse talen. Waar het Gotisch ē heeft, hebben de andere Germaanse talen ā (in het Oudengels ǣ), wat duidt op een oorspronkelijke /ɛː/. Soms hebben echter alle talen ē (en in het Oudnederlands en Oudhoogduits ie of ia), wat wijst op /eː/. Vergelijk: Gotisch hēr, Oudengels hēr, Oudhoogduits hiar, Oudnoords hér "hier" van Oergermaans *hē2r; Gotisch dēþs, Oudengels dǣd, Oudhoogduits tāt, Oudnoords dáð "daad" van Oergermaans *dēdiz.
4. Alle nasale klinkers behalve /ɑ̃ː/ en /ũː/ kwamen aan het eind van het woord voor. De lange nasale klinkers /ɑ̃ː/, /ĩː/ en /ũː/ verschenen /x/ of /xʷ/, waar een vroegere /n/ was verdwenen en een voorgaande korte klinker had verlengd en genasaliseerd.

Het Oergermaans had daarnaast de volgende tweeklanken:
- Kort: /ɑu/, /ɑi/, /eu/, [iu]
- Lang: /ɔːu/, /ɔːi/ (mogelijk ook /ɛːu/, /ɛːi/)

Lange tweeklanken waren zeldzaam en kwamen vrijwel alleen in verbuigings- en vervoegingsuitgangen voor. De oude tweeklank /ei/ was veranderd in de lange eenklank /iː/, waardoor die niet meer voorkwam. [iu] was ontstaan uit oudere /eu/ door invloed van een /i/ of /j/ in de volgende lettergreep (zie boven), maar had nog geen status als zelfstandig foneem.

## Kenmerken
Het Oergermaans was een in hoge mate flecterende taal. Er bestonden naamvallen, verschillende werkwoordsvervoegingen en behalve enkelvoud en meervoud ook een tweevoud. Toch was het Oergermaans al minder rijk aan vormen dan het Latijn.
Van de moderne Germaanse talen hebben het Duits, het IJslands en het Faeröers het best de vormenrijkdom van het Oergermaans behouden. Hoewel het Duits in verhouding met het om zijn conservatisme beroemde IJslands al behoorlijk vereenvoudigd is, hebben bepaalde Duitse dialecten veel meer dan de standaardtaal Oergermaanse vormen behouden (m.n. dialecten in Wallis, Zwitserland).

### Zelfstandige naamwoorden
Het Oergermaans kende drie grammaticale geslachten: mannelijk, vrouwelijk en onzijdig. Bijvoeglijke naamwoorden en voornaamwoorden pasten zich aan het geslacht van het zelfstandig naamwoord aan. Ook pasten zij zich aan de naamval van het zelfstandig naamwoord aan.
Naar men veronderstelt had het Oergermaans zes naamvallen, en van twee andere naamvallen zouden in enkele gevallen resten nog behouden zijn. De moderne Germaanse talen kennen ten hoogste vier naamvallen — waarschijnlijk heeft het Oergermaans al vroeg ten minste een van zijn naamvallen verloren.
De naamvallen zijn:
- nominatief (onderwerp)
- genitief (bezitsnaamval)
- datief (indirect object)
- accusatief (lijdend voorwerp)
- vocatief (aanspreekvorm)
- instrumentalis (waarmee iets gedaan wordt)

Van locatief (plaats) en ablatief (door wie iets gedaan wordt) zijn enkele resten overgebleven. De locatief is samengevallen met de datief, en de ablatief is samengevallen met de genitief, de datief of de instrumentalis.
De zelfstandige naamwoorden werden voorzien van uitgangen die afhingen van de stam van het woord. Er waren verschillende stammen: stammen eindigend op /a/, /ō/, /n/, /i/, en /u/. Mannelijk en onzijdig zijn de a-stammen, vrouwelijk zijn de o-stammen. De a- en de o-stammen werden ook weer in de ja-, wa-, respectievelijk jo- en wo-stammen onderverdeeld. Een voorbeeld van een ja-stam is *fanjan naast de verbogen naamval *fanjō, respectievelijk in het Nederlands veen en ven. Een voorbeeld van een wo-stam is *skadwo, dat tot Middelnederlands scāde en obliquus scāduwe, vervolgens Brabants sc(h)ade en Nederlands schaduw werd. Een wa-stam is bijvoorbeeld *snaiwaz, in het Nederlands sneeuw. De wa- en de wo-stammen komen we nog tegen in het Nederlands en Engels in zelfstandige naamwoorden die eindigen op -uw (bijv. schaduw), Engels -ow (bijv. shadow) en Nederlands en Engels -w (bijv. Nl sneeuw, Eng snow). De eerste stammen kwamen het meest voor en waren ook de basis van de verbuiging van bijvoeglijke naamwoorden.
De /i/- en /u/- stammen vielen reeds vroeg grotendeels met de andere stammen samen. Men is er niet zeker van, of deze samenval al in de Oergermaanse periode moet zijn ingezet, of pas later, in de verschillende Germaanse dialecten, heeft plaatsgevonden.
Er bestonden ook, zoals in het Nieuwnederlands, woorden die eindigden op /-er/, (vgl. Nl arbeider, werkster) en die een aparte verbuiging kenden.
Hieronder de verschillende vormen van *dagaz ‘dag’, een /a/-stam:
|            | Enkelvoud        | Meervoud |
| ---------- | ---------------- | -------- |
| Nominatief | dagaz            | dagōz    |
| Genitief   | dagesa of dagasa | dagō̃ⁿ    |
| Datief     | dagai            | dagamiz  |
| Accusatief | dagan            | daganz   |

Bij het zelfstandig naamwoord *dagaz werden instrumentalis en vocatief waarschijnlijk niet onderscheiden. Bij andere begrippen hebben deze naamvallen langer gefunctioneerd.
Hieronder daarom *wulfaz ‘wolf’, een andere /a/-stam, en *gastiz ‘gast’, een /i/-stam.
|                | /a/-stammen    | /a/-stammen  | /i/-stammen | /i/-stammen |
| Enkelvoud      | Meervoud       | Enkelvoud    | Meervoud    |             |
| -------------- | -------------- | ------------ | ----------- | ----------- |
| Nominatief     | *wulfaz        | *wulfōs, -ōz | *gastiz     | *gastijiz   |
| Genitief       | *wulfisa, -asa | *wulfō̃ⁿ      | *gastisa    | *gastijō̃ⁿ   |
| Datief         | *wulfai, -ē    | *wulfamiz    | *gastai     | *gastī      |
| Accusatief     | *wulfan        | *wulfanz     | *gastin     | *gastinz    |
| Vocatief       | *wulfa         | —            | *gasti      | —           |
| Instrumentalis | *wulfō         | —            | *gastī      | —           |

In het meervoud vielen ook hier vocatief en instrumentalis weg; de instrumentalis valt eigenlijk samen met de datief, de vocatief met de nominatief.

### Bijvoeglijke naamwoorden
De bijvoeglijke naamwoorden pasten zich aan aan de naamval, het getal, en het geslacht.Er waren twee soorten verbuigingen:
- de zwakke declinatie (in definiete situaties, dat wil zeggen waar men in het Nederlands een bepaald lidwoord gebruikt)
- de sterke declinatie (in indefiniete situaties, dat wil zeggen waar men in het Nederlands een onbepaald lidwoord of geen lidwoord gebruikt)

Merk op dat ook het moderne Nederlands dit onderscheid maakt: een groot huis (sterk) vs. het grote huis (zwak). In het Nederlands is het onderscheid marginaal geworden, en spreektalig zijn vormen als "een grote huis" in opmars; in veel zuidelijke dialecten is het onderscheid al weggevallen.
In het Oergermaans waren de verschillen tussen beide verbuigingen juist groot. De sterke verbuiging was gebaseerd op de /a/- en de /ō/-stammen, de zwakke verbuiging ging uit van de stammen op /n/.
Hieronder de vormen van het woord "blind" in het Oergermaans.
| Sterke verbuiging | Sterke verbuiging | Sterke verbuiging | Sterke verbuiging | Sterke verbuiging | Sterke verbuiging | Zwakke verbuiging   | Zwakke verbuiging |             |
| Mannelijk         | Mannelijk         | Vrouwelijk        | Vrouwelijk        | Onzijdig          | Onzijdig          | Enkelvoud           | Meervoud          |             |
| Enkelvoud         | Meervoud          | Enkelvoud         | Meervoud          | Enkelvoud         | Meervoud          | Enkelvoud           | Meervoud          |             |
| ----------------- | ----------------- | ----------------- | ----------------- | ----------------- | ----------------- | ------------------- | ----------------- | ----------- |
| Nominatief        | *blindaz          | *blindai          | *blindō           | *blindōz          | *blinda, -atō     | *blindō             | *blindanō         | *blindaniz  |
| Genitief          | *blindez(a)       | *blindaizō        | *blindezōz        | *blindaizō        | *blindez(a)       | *blindaizō          |                   |             |
| Datief            | *blinde           | *blindaimiz       | *blindai          | *blindaimiz       | *blinde           | *blindaimiz         | *blindeni         | *blindanmiz |
| Accusatief        | *blindanō         | *blindanz         | *blindō           | *blindōz          | *blindana         | *blindaniz, -anuniz | *blindeniz        | *blindanō   |
| Instrumentalis    | *blindō           | —                 | —                 | —                 | —                 | —                   | —                 | —           |

Het moderne Nederlands kent slechts twee vormen (blind en blinde). In tweeduizend jaar is de vormenrijkdom als boven voor het grootste deel weggesleten.

### Lidwoorden
Bij lidwoorden werden al meer vormen onderscheiden, waaronder waarschijnlijk ook de verouderde locatief:
|                | Mannelijk        | Mannelijk       | Vrouwelijk | Vrouwelijk | Onzijdig | Onzijdig  |
| -------------- | ---------------- | --------------- | ---------- | ---------- | -------- | --------- |
| Enkelvoud      | Meervoud         | Enkelvoud       | Meervoud   | Enkelvoud  | Meervoud |           |
| Nominatief     | *sa              | *þai            | *sō        | *þōz       | *þat     | *þō, *þiō |
| Genitief       | *þes(a)          | *þezō           | *þezōz     | *þōz       | *þat     | *þō, *þiō |
| Datief         | *þesmō, *þasmō   | *þemiz, *þaimiz | *þezai     | *þaimiz    | —        | —         |
| Accusatief     | *þen(ō), *þan(ō) | *þans           | *þō        | *þaizō     | —        | —         |
| Instrumentalis | *þiō             | —               | —          | —          | —        | —         |
| Locatief       | *þī              | —               | —          | —          | —        | —         |

Opgemerkt moet worden dat deze "lidwoorden" in het Oergermaans waarschijnlijk niet als zodanig gebruikt werden. De gegeven vormen zijn waarschijnlijk vooral als aanwijzend voornaamwoord gebruikt - het gebruik van lidwoorden heeft zich in de Germaanse talen pas in een later stadium ontwikkeld.

### Werkwoorden
Ook op het gebied van werkwoorden kende het Oergermaans aanzienlijk meer vormen dan het Nederlands tegenwoordig.
Ten eerste waren er drie wijzen of modi:
- gebiedende wijs (imperatief)
- aantonende wijs (indicatief)
- aanvoegende wijs (conjunctief)

Het moderne Nederlands onderscheidt bijna geen aanvoegende wijs meer, hoewel ze in archaïsche uitdrukkingen nog voorkomt (God zij met ons). In het Oergermaans worden deze wijze met steeds verschillende uitgangen uitgedrukt.
Het Oergermaans onderscheidde twee werkwoordstijden naar vorm: de tegenwoordige tijd en de verleden tijd. Vergeleken met de zes werkwoordstijden in het Latijn is dit maar weinig. Toch moet het Germaans met de beperkte vormen evenveel hebben kunnen uitdrukken als het Latijn. De moderne Germaanse talen hebben immers een uitgebreider systeem van tijden, dat nog gecompliceerder is dan het Latijnse.
Hiervoor gebruikte het Oergermaans naar men veronderstelt een systeem van aspect. Ook de Slavische talen, die ook maar twee werkwoordstijden kennen, gebruiken een dergelijk systeem. Het prefix ge- zoals we dat in het huidige Nederlands kennen, kon dan in zijn Oudgermaanse vorm dienen om een handeling als voltooid of onvoltooid te typeren.
Een precieze reconstructie van het Oudgermaanse systeem is echter moeilijk te geven. Deels lijkt het moderne, gecompliceerde tijdensysteem van het Nederlands of het Engels (het Engelse systeem is zelfs uitgebreider dan het Nederlandse) een latere innovatie van de Germaanse talen.
De vervoeging van het werkwoord *beraną ‘dragen’ luidde waarschijnlijk aldus:
|                      |                      | Aantonende wijs                | Aantonende wijs                         | Aanvoegende wijs                   | Aanvoegende wijs                             | Gebiedende wijs       |
| Bedrijvend           | Lijdend              | Bedrijvend                     | Lijdend                                 | Bedrijvend                         |                                              |                       |
| -------------------- | -------------------- | ------------------------------ | --------------------------------------- | ---------------------------------- | -------------------------------------------- | --------------------- |
| Tegenwoordig         | 1ste enkelvoud       | *berō (ik draag)               | *berai (ik word gedragen)               | *beraų (als ik draag)              | ???                                          | –                     |
| Tegenwoordig         | 2de enkelvoud        | *birizi (jij draagt)           | *berazai (jij wordt gedragen)           | *beraiz (als jij draagt)           | *beraizau (als jij wordt gedragen)           | *ber (draag!)         |
| Tegenwoordig         | 3de enkelvoud        | *biridi (hij draagt)           | *beradai (hij wordt gedragen)           | *berai (als hij draagt)            | *beraidau (als hij wordt gedragen)           | *beradau (draag!)     |
| Tegenwoordig         | 1ste tweevoud        | *berōz (wij twee dragen)       | *berandai (wij twee worden gedragen)    | *beraiw (als wij twee dragen)      | *beraindau (als wij twee worden gedragen)    | –                     |
| Tegenwoordig         | 2de tweevoud         | *beradiz (jullie twee dragen)  | *berandai (jullie twee worden gedragen) | *beraidiz (als jullie twee dragen) | *beraindau (als jullie twee worden gedragen) | *beradiz (draag(t)!)  |
| Tegenwoordig         | 1ste meervoud        | *beramaz (wij dragen)          | *berandai (wij worden gedragen)         | *beraim (als wij dragen)           | *beraindau (als wij worden gedragen)         | –                     |
| Tegenwoordig         | 2de meervoud         | *berid (jullie dragen)         | *berandai (jullie worden gedragen)      | *beraid (als jullie dragen         | *beraindau (als jullie worden gedragen)      | *birid (draag(t)!)    |
| Tegenwoordig         | 3de meervoud         | *berandi (zij dragen)          | *berandai (zij worden gedragen)         | *berain (als zij dragen)           | *beraindau (als zij worden gedragen          | *berandau (draag(t)!) |
| Verleden             | 1ste enkelvoud       | *bar (ik droeg)                | –                                       | *bērijų (als ik droeg)             | –                                            | –                     |
| Verleden             | 2de enkelvoud        | *bart (jij droeg)              | –                                       | *bērīz (als jij droeg)             | –                                            | –                     |
| Verleden             | 3de enkelvoud        | *bar (hij droeg)               | –                                       | *bērī (als hij droeg)              | –                                            | –                     |
| Verleden             | 1ste tweevoud        | *bērū (wij twee droegen)       | –                                       | *bērīw (als wij twee droegen)      | –                                            | –                     |
| Verleden             | 2de tweevoud         | *bērudiz (jullie twee droegen) | –                                       | *bērīdiz (als jullie twee droegen) | –                                            | –                     |
| Verleden             | 1ste meervoud        | *bērum (wij droegen)           | –                                       | *bērīm (als wij droegen)           | –                                            | –                     |
| Verleden             | 2de meervoud         | *bērud (jullie droegen)        | –                                       | *bērīd (als jullie droegen)        | –                                            | –                     |
| Verleden             | 3de meervoud         | *bērun (zij droegen)           | –                                       | *bērīn (als zij droegen)           | –                                            | –                     |
| Onbepaalde wijs      | Onbepaalde wijs      | *beraną (dragen)               | *beraną (dragen)                        | *beraną (dragen)                   | *beraną (dragen)                             | *beraną (dragen)      |
| Onvoltooid deelwoord | Onvoltooid deelwoord | *berandz (dragende)            | *berandz (dragende)                     | *berandz (dragende)                | *berandz (dragende)                          | *berandz (dragende)   |
| Voltooid deelwoord   | Voltooid deelwoord   | *buranaz (gedragen)            | *buranaz (gedragen)                     | *buranaz (gedragen)                | *buranaz (gedragen)                          | *buranaz (gedragen)   |

Merk op dat het voltooid deelwoord *buranaz geen ge- als voorvoegsel gebruikt. Het precieze gebruik van ge- in het tijdensysteem is nog niet duidelijk gereconstrueerd.
In de verleden tijd kan er sprake zijn van ablaut-reduplicatie: de stam wordt verdubbeld en de tweede klinker verandert (ablaut). In de moderne Germaanse talen komt reduplicatie bij werkwoorden niet meer voor. Hetzelfde systeem komt echter wel voor in woorden als wipwap en zigzag. Vroeger heeft het dus bij werkwoorden een grammaticale functie gehad.

## Voortleven
Alle moderne Germaanse talen stammen van het Oergermaans af. De Oost-Germaanse dialectgroep (Gotisch) is uitgestorven en opgenomen in andere dialecten, maar de West-Germaanse en Noord-Germaanse talen leven volop. Het Engels is een wereldtaal; ook het Duits behoort tot de meest gesproken talen ter wereld.
Bijna 90% van de dagelijkse woordenschat van het Nederlands is van Germaanse oorsprong. Een goed voorbeeld van de overeenkomsten tussen de verschillende talen zijn de getallen van 1 tot 10:
| Oergermaans    | Nederlands | Nedersaksisch | Duits  | Oudhoogduits | Engels | Oudengels | Fries   | Zweeds   | Oudnoords | Gotisch |
| -------------- | ---------- | ------------- | ------ | ------------ | ------ | --------- | ------- | -------- | --------- | ------- |
| *ainaz         | een        | iene          | eins   | ein          | one    | ān        | ien     | ett (en) | einn      | ains    |
| *twai          | twee       | tweie         | zwei   | zwei         | two    | twā       | twa     | två      | tveir     | twai    |
| *þrīz          | drie       | dreie         | drei   | drī          | three  | þrēo      | trije   | tre      | þrír      | þreis   |
| *fedwōr        | vier       | viere         | vier   | fior         | four   | fēower    | fjouwer | fyra     | fjórir    | fidwōr  |
| *fimf          | vijf       | viefe         | fünf   | fimf         | five   | fīf       | fiif    | fem      | fimm      | fimf    |
| *sehs          | zes        | zesse         | sechs  | sehs         | six    | siex      | seis    | sex      | sex       | saihs   |
| *sebun         | zeven      | seum          | sieben | sibun        | seven  | seofon    | sân     | sju      | sjau      | sibun   |
| *ahtōu, *ahtau | acht       | achte         | acht   | ahto         | eight  | eahte     | acht    | åtta     | átta      | ahtau   |
| *newun         | negen      | neegn         | neun   | niun         | nine   | niġon     | njoggen | nio      | níu       | niun    |
| *tehun         | tien       | tiene         | zehn   | zehan        | ten    | tīen      | tsien   | tio      | tíu       | taihun  |

Een ander voorbeeld van woorden die zich op Germaanse wortels laten herleiden zijn de dagen van de week, die weliswaar pas na tijd van het Oergermaans zijn ontstaan, maar zich in de vroege middeleeuwen door het hele Germaanssprekende taalgebied hebben verspreid. De Oergermaanse vormen die hier zijn gegeven hebben dus niet werkelijk bestaan, maar de vormen in alle latere talen zouden tot een dergelijke vorm herleid kunnen worden.
| Oergermaans                 | Nederlands               | Duits      | Oudhoogduits            | Engels     | Oudengels                | Fries      | Oudfries                  | Zweeds  | Oudnoords  | betekenis                                     |
| --------------------------- | ------------------------ | ---------- | ----------------------- | ---------- | ------------------------ | ---------- | ------------------------- | ------- | ---------- | --------------------------------------------- |
| *mēniniz dagaz              | maandag                  | Montag     | mānotag                 | Monday     | mōnandæg                 | moandei    | mōnandei/-dî              | måndag  | mánudagr   | dag van de maan                               |
| *tiwas dagaz, *þingas dagaz | dinsdag (ook 'dingsdag') | Dienstag   | ziestag                 | Tuesday    | tīwesdæg                 | tiisdei    | tīesdei/-di               | tisdag  | týsdagr    | dag van *Tiu/Tyr, dag van de volksvergadering |
| *wōdanas dagaz              | woensdag                 | (Mittwoch) | (mittiwehha)            | Wednesday  | wōdnesdæg                | woansdei   | wedenesdei/wednesdei      | onsdag  | óðinsdagr  | dag van Wodan/Odin                            |
| *þunras dagaz               | donderdag                | Donnerstag | thonarestag             | Thursday   | þunresdæg                | tongersdei | thunresdî/-dei            | torsdag | þórsdagr   | dag van Donar/Thor                            |
| *frijjōz dagaz              | vrijdag                  | Freitag    | frī(j)atag              | Friday     | frīgedæg                 | freed      | frīadei/fredî/frīgendei   | fredag  | frjádagr   | dag van Frige/Frigg                           |
| *laugōz dagaz?              | (zaterdag)               | (Samstag)  | (sambaztag)/sunnūnāband | (Saturday) | (sæternesdæg)/sunnanǣfen | sneon      | (sāterdei/-dî)/sunnaēvend | lördag  | laugardagr | verschillende betekenissen*                   |
| *sunnōniz dagaz             | zondag                   | Sonntag    | sunnūntag               | Sunday     | sunnandæg                | snein      | sunnandî/*-dei            | söndag  | sunnudagr  | dag van de zon                                |

*Er zijn verschillende verklaringen voor de etymologie:
1. Lördag is dag van Loki/Lodur, ofwel wasdag, ofwel rustdag (voorchristelijke tijd), mogelijk beïnvloed door sabbat.
2. Samstag is geen Germaans woord, maar afgeleid van het Griekse sabbaton, "sabbat" (zaterdag is de dag van de sabbat).
3. Zaterdag en Saturday zijn evenmin Germaanse woorden. Waarschijnlijk verwijzen de elementen zater- en satur- naar de Romeinse god Saturnus.